# Provinz Neiva
Die Provinz Neiva, in der spanischen Kaiserzeit auch Regierung von Neiva genannt, war eine administrative und territoriale Einheit von Neugranada, die 1610 als Corregimiento des Vizekönigreichs Peru gegründet wurde. Im Jahr 1717 wurde durch ein königliches Dekret von  König Philipp V. von Spanien das Vizekönigreich Neugranada geschaffen, dem die Provinz hinzugefügt wurde.
Während der Emanzipation der amerikanischen Kolonien (1810–1816) erklärte sich Neiva zum Freistaat und schloss sich anschließend den Vereinigten Provinzen von Neu-Granada an; zur Zeit von Großkolumbien gehörte es zum Departement Cundinamarca, das territorial das gesamte heutige Kolumbien und Panama umfasste.
Nach der Auflösung dieses Landes (1830) gehörte sie zur Republik Neugranada, bis 1858 schließlich das föderale System in Neu-Granada eingeführt wurde und die Provinz eine der konstituierenden Provinzen des Unabhängigen Staates Tolima wurde.

## Geschichte

### Vorgeschichte

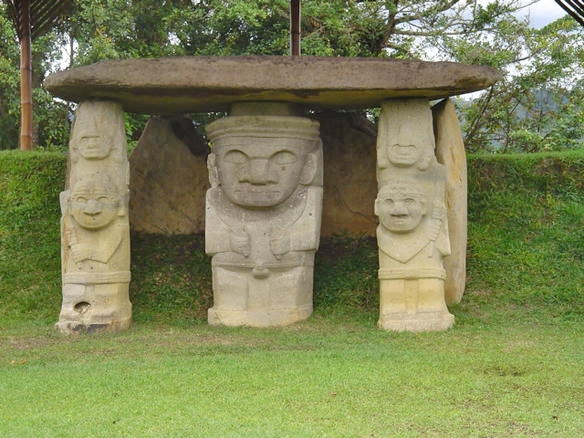
Statuen eines Grabdenkmals der Aborigine-Kultur von San Agustín

Vor der spanischen Epoche verfügte die Region der oberen Magdalena über ein komplexes Handelsnetz zwischen den Bewohnern der Hänge der Zentral- und Ostkordilleren. Es wurden Spuren einer sehr alten Kultur gefunden, die zwischen 1000 v. Chr. und 1650 n. Chr. den südlichen Teil der Provinz Neiva bewohnte und heute als  San-Agustín-Kultur. bekannt ist. Zu den indigenen Gruppen, die zur Zeit der Ankunft der Konquistadoren existierten, gehörten die Pijaos im Norden, die Andaquíes und Yalcones im Süden, die Paeces im Westen und die Tamas im Osten.
Viele dieser Gruppen waren Goldschmiede. Viele der heute in der Region gefundenen Relikte sind aus Gold oder Silber aus den Minen um den Fluss Saldaña, im oberen Magdalena-Tal und an den Hängen der Ostkordillere.

### Spanische Herrschaft
In der Zeit zwischen 1510 und 1540 entstanden aus der Aufteilung von Nueva Andalucía und Castilla de Oro die wichtigsten Gouvernements des Neuen Königreichs von Granada: Santa Marta, Cartagena und Popayán. Nach der Gründung der Real Audiencia de Santafé im Jahr 1564 wurde die erste politische Aufteilung ihrer Gebiete vorgenommen. Mariquita wurde zu einem der beiden Corregimientos der königlichen Versorgung ernannt (das andere war Tunja); Neiva gehörte zunächst zum Corregimiento de Mariquita und dann zur Gobernación de Popayán bis 1610, als es abgetrennt wurde, um die neue Provinz Neiva zu bilden.
Im Jahr 1763 wurde Neiva formell zu einer der Provinzen des Territoriums und behielt diesen Namen während der gesamten Kolonialzeit und des größten Teils der Republik bei. Durch ein königliches Dekret von 1717 wurde es Teil des Vizekönigreichs Neugranada, das von Peru getrennt wurde.
Während der Kolonialzeit wurden Indianer- und Mestizendörfer gegründet und große Rinderfarmen angelegt. Die Kautschukausbeutung führte zu neuen Straßen und Siedlungen.

### Unabhängigkeit
Zwischen 1807 und 1808 fielen französische Truppen unter Napoleon Bonaparte in Spanien ein und dieser machte seinen eigenen Bruder Joseph Bonaparte zum König. Somit erlebte Spanien zwischen 1807 und 1814 seinen eigenen Unabhängigkeitskrieg gegen Frankreich, eine Zeit, in der seine Kolonien die Situation nutzten, um ihr Recht auf Selbstverwaltung einzufordern.
Im Jahr 1810 wurden daher in Santafé de Bogotá und anderen Orten in Neugranada sogenannte Juntas Supremas eingerichtet. Zu diesen Juntas gehörten die von Santa Fe de Antioquia (unter dem Vorsitz von Francisco de Ayala), Cali (Joaquín de Caizedo y Cuero), Cartagena (José María García de Toledo), Mompós (José María Salazar und José María Gutiérrez de Caviedes), Neiva (José Domingo Falla), Pamplona (Domingo Tomás de Burgos), Popayán (Miguel Tacón, ersetzt durch Joaquín de Caizedo y Cuero), Santa Marta (Víctor de Salcedo), Socorro (José Lorenzo Plata), Sogamoso (Domingo José Benítez), Tunja (Juan Agustín de la Rocha), Nóvita (Miguel Antonio Moreno), Mariquita (Francisco de Mesa y Armero), Girón (Eloy Valenzuela) und Citará (José María Valencia). Diese Provinzen gründeten die erste unabhängige Republik Kolumbien, die als Vereinigte Provinzen von Neu-Granada bekannt wurde.
Am 27. Juli 1810 brach eine Unabhängigkeitsbewegung unter der Führung von José Joaquín Chacon aus, und am 4. August wurde eine Regierungsjunta unter der Leitung von José Antonio Falla González gebildet. Am 27. August 1810 trat das Cabildo in Timaná unter dem Vorsitz von José Manuel de Silva zusammen, um festzulegen, wer die Provinz auf dem Generalkongress des Königreichs Spanien vertreten sollte. Jorge Tomás de Hermida wurde gewählt. Im September zog das Cabildo nach Garzón um, wo die Verfassung ausgearbeitet und verkündet wurde, was zu einem Aufstand in Timaná führte. Das Cabildo räumt der indigenen Bevölkerung eine Beteiligung an der Regierung ein.
Am 21. September schlossen sich Timaná, Neiva, Purificación und La Plata zusammen und ließen Garzón außen vor. Am 10. Oktober stimmte Garzón zu, die provisorische Provinzjunta von Neiva anzuerkennen. Am 23. Februar 1811 erklärte Neiva dem damals royalistischen Popayán den Krieg. Am 11. Juli 1811 schloss sich Garzón Cundinamarca an. Am 30. September ernannte der Provinzkongress Manuel Longas zum Präsidenten, der beschloss, sich Cundinamarca anzuschließen (obwohl der Vertreter in den Vereinigten Provinzen dem Befehl nicht Folge leistete), was am 1. Oktober 1811 in Kraft trat, aber am 19. Januar 1812 unterwarf sich Garzón erneut den Vereinigten Provinzen, während Cundinamarca die Eingliederung von Garzón ablehnte, das sich seinerseits gegen den Anschluss an Neiva aussprach. Am 3. Februar 1812 verkündete Neiva seine Verfassung und José Antonio de las Barcenas wurde zum Präsidenten des Stadtrats ernannt. Am 13. März 1812 wurde Purificación an Cundinamarca angegliedert und am 3. April bat Neiva um den Anschluss an Cundinamarca, unterwarf sich aber am 5. November 1813 den Vereinigten Provinzen.
Am 31. August 1815 wurde die Unabhängigkeit der Provinz Neiva verkündet, und der Verfassungskonvent des Freistaats Neiva erließ im selben Jahr seine erste Verfassung. In diesem Konvent wurde erklärt, dass die Provinz Neiva von Spanien, von Cundinamarca und von jeder anderen Regierung, die nicht vom Volk gewählt wurde, unabhängig sein würde.
Der neue Gouverneur von Neugranada, Francisco Montalvo Ambulodi, trat sein Amt am 30. Mai 1813 an und wurde am 28. April 1816 zum Vizekönig befördert. Der spanische Gesandte General Morillo traf am 22. Juli 1815 in Santa Marta ein, um die Rückeroberung von Neugranada und damit die Rückeroberung des kolumbianischen Territoriums einzuleiten. Am 17. Mai 1816 nahmen die Royalisten Neiva ein.

### Republikanische Zeit
Nach der Befreiung Neugranadas und Venezuelas erließ der Kongress von Angostura am 17. Dezember 1819 das Grundgesetz zur Gründung der Republik Kolumbien, deren Vizepräsident Francisco Antonio Zea aus Medellín war. Neugranada und Venezuela wurden vereinigt und in drei Departements aufgeteilt: Cundinamarca, Venezuela und Quito. Neiva wurde eine Provinz des Departements Cundinamarca.
Am 12. Juli 1821 erließ der Kongress von Cúcuta unter dem Vorsitz von José Manuel Restrepo die Verfassung von Cúcuta, die auf der Verfassung von Angostura basierte und die Republik in Departements und diese in Provinzen aufteilte. Neiva wurde daraufhin eine Provinz des Departements Cundinamarca.
Nach der Auflösung Kolumbiens im Jahr 1830 wurde die Verfassung von 1832 erlassen, in der Neugranada in Provinzen unterteilt wurde (wie schon 1810), darunter Neiva, die ungefähr dem heutigen Gebiet des Departements Huila und einigen Teilen der heutigen Provinzen Tolima, Cauca und Cundinamarca entsprach.
Mit der Verfassung von 1843 wurde die Republik Neugranada neu in Provinzen, diese wiederum in Kantone und diese in Pfarrbezirke eingeteilt; es entstanden zwanzig Provinzen, darunter auch Neiva.
Als die Konservativen 1855 an die Macht zurückkehrten, genehmigte der Kongress die Wiedervereinigung der Provinzen, diesmal jedoch als Bundesstaat. Die Granada-Konföderation von 1857 bestand aus acht Bundesstaaten, darunter der Unabhängige Staat Cundinamarca. 1861 wurde im Zuge der Konsolidierung des Föderalismus im Land der Unabhängige Staat Tolima aus den Provinzen Mariquita und Neiva, die bis dahin zu Cundinamarca gehört hatten, geschaffen.

## Geografie

### Grenzen

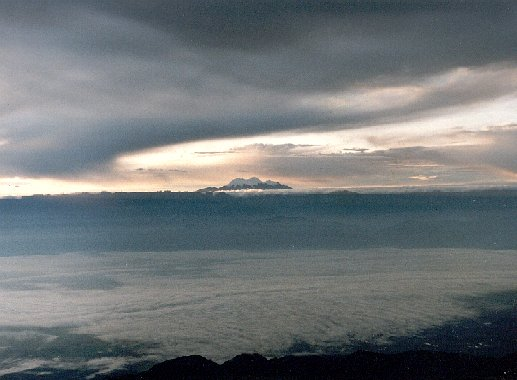
Nevado del Huila

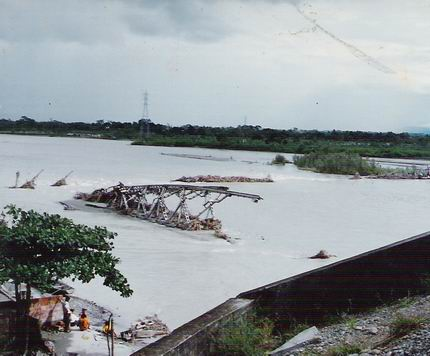
Das obere Tal des Río Magdalena

Die Grenzen der Provinz waren in den 300 Jahren der spanischen Herrschaft in der Region nicht stabil. Obwohl das Profil der Provinz fast immer mit dem des heutigen Departements Huila übereinstimmte, veränderten die ständigen Zusammenlegungen und Abtrennungen das Gesicht des Gebiets erheblich. Aufgrund der mangelnden Kenntnis des Geländes war es nicht möglich, eindeutige Grenzen zwischen den einzelnen Gouvernements festzulegen, es sei denn, es handelte sich um natürliche geografische Unterschiede, die eindeutig identifizierbar waren.
Zum Zeitpunkt der Ausrufung der Unabhängigkeit (1814) grenzte Neiva an die folgenden Provinzen (im Uhrzeigersinn): Mariquita, Santa Fe und Popayán. Die Grenzen zwischen den Provinzen waren nicht ganz klar, da sie, abgesehen von den Grenzen, die durch die Flüsse Magdalena und Saldaña markiert wurden, nie eindeutig festgelegt waren. Agostino Codazzi erstellte jedoch während der Expeditionen der Korographischen Kommission (1850–1859) eine detaillierte Beschreibung der Grenzen und der Geographie der meisten Provinzen, aus denen die Republik Neugranada bestand.
Im Großen und Ganzen verliefen die Grenzen der Provinz Neiva im Jahr 1850 am schneebedeckten Berg Huila, von dort aus entlang der Bergkette bis zum Guanacas-Moor und dann zum Papas-Moor; von dort aus bis zum kolumbianischen Massiv, dann entlang der Gipfel des östlichen Gebirgszuges bis zum Hochland von Cazualitas und dann zum Mundonuevo-Bach und weiter bis zum Sumapaz-Moor. Von dort aus folgt man der Bergkette bis zum Fusagasugá-Fluss, entlang dieses Flusses bis zur Mündung in den Magdalena und von dort aus entlang des Saldaña-Flusses bis zu seinem Quellgebiet.

### Physisches Erscheinungsbild

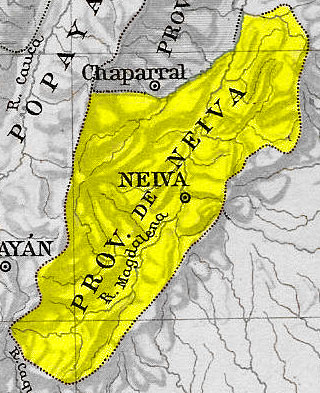
Provinz Neiva

Die Provinz Neiva umfasste das Gebiet vom oberen Tal des Magdalena-Flusses bis zu den Ausläufern der Zentral- und Ostkordillere. Aus diesem Grund war die Kommunikation mit anderen Provinzen schwierig, insbesondere mit den Provinzen Mariquita und Bogotá, den wichtigsten Absatzmärkten für die in Neiva hergestellten Produkte.
Wie die modernen Departements, die der Provinz und dem späteren souveränen Staat vorausgingen, war das Gebiet von unzähligen Flüssen, Bächen und Kanälen durchzogen, darunter der Magdalena, der damals nicht nur für den Fischfang als Wirtschaftszweig, sondern auch für die Kommunikation und den Handel mit anderen Regionen des Landes genutzt wurde.

### Territoriale Gliederung
Die Provinz Neiva hatte verschiedene Arten der territorialen Aufteilung. Zunächst war sie in Partidos unterteilt, die später in Jurisdiktionen umbenannt wurden. Mit dem Beginn der Unabhängigkeit wurden diese Unterteilungen in Kantone umbenannt, wodurch sich die früheren Gerichtsbarkeiten in ihrer Ausdehnung änderten und einige von ihnen abgeschafft wurden. Im Jahr 1825 wurde die Provinz in die Kantone Neiva, La Plata, Purificación und Timaná aufgeteilt. Bis 1835 bestand die Provinz aus den Kantonen Neiva, Guagua, La Plata, Purificación und Timaná..
Zwischen 1843 und 1851 bestand die Provinz aus den folgenden Kantonen, Pfarrbezirken und Dörfern:
- Cantón de Neiva: Neiva, Aipe, Caguán, Campoalegre, Fortalecillas, Hobo, Órganos, San Antonio, Unión y Villavieja.
- Cantón de Guagua: Yaguará, Carnicerías, Guagua, Íquira, Nátaga y Retiro.
- Cantón de Plata: Plata, Inzá y Paicol.
- Cantón de Purificación: Purificación, Alpujarra, Ataco, Coyaima, Dolores, Natagaima y Prado.
- Cantón de Timaná: Timaná, Agrado, Ceja, Garzón, Guadalupe, Jagua, Gigante, Limas, Pital, Pitalito, San Antonio del Hato y Santa Librada.

## Demografie
Nach den Angaben des Sekretärs des Vizekönigreichs, Francisco Silvestre, in seinem Buch Descripción del Reino de Santafé de Bogotá aus dem Jahr 1789 betrug die Bevölkerung der Provinz 13.610 Einwohner. Im Jahr 1835 hatte die Provinz bereits 77.452 Einwohner.
Nach der Volkszählung von 1851 hatte die Provinz 103.003 Einwohner, davon 48.581 Männer und 54.422 Frauen.